# Hvammstangi

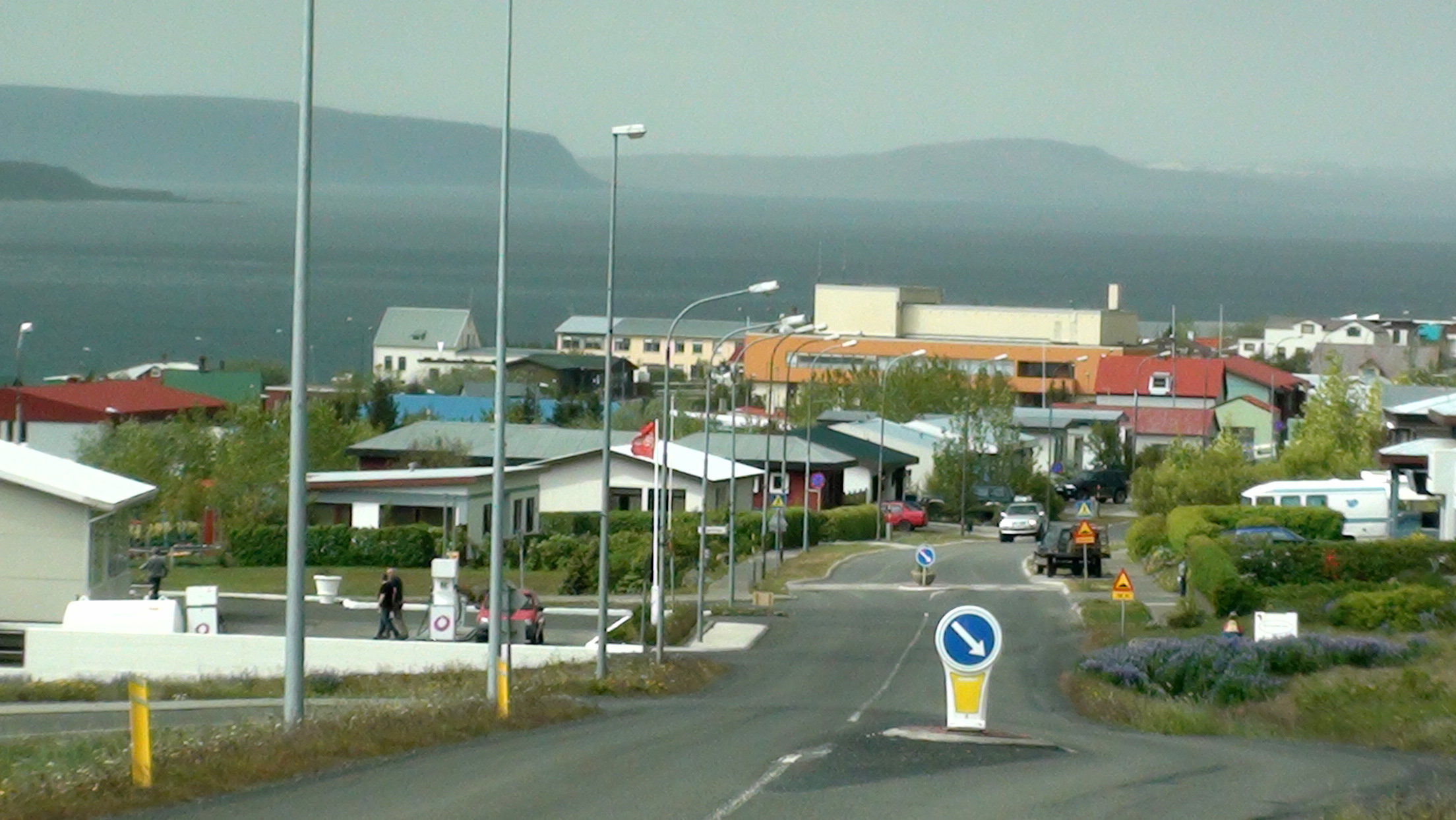
Hvammstangi: Hauptstraße

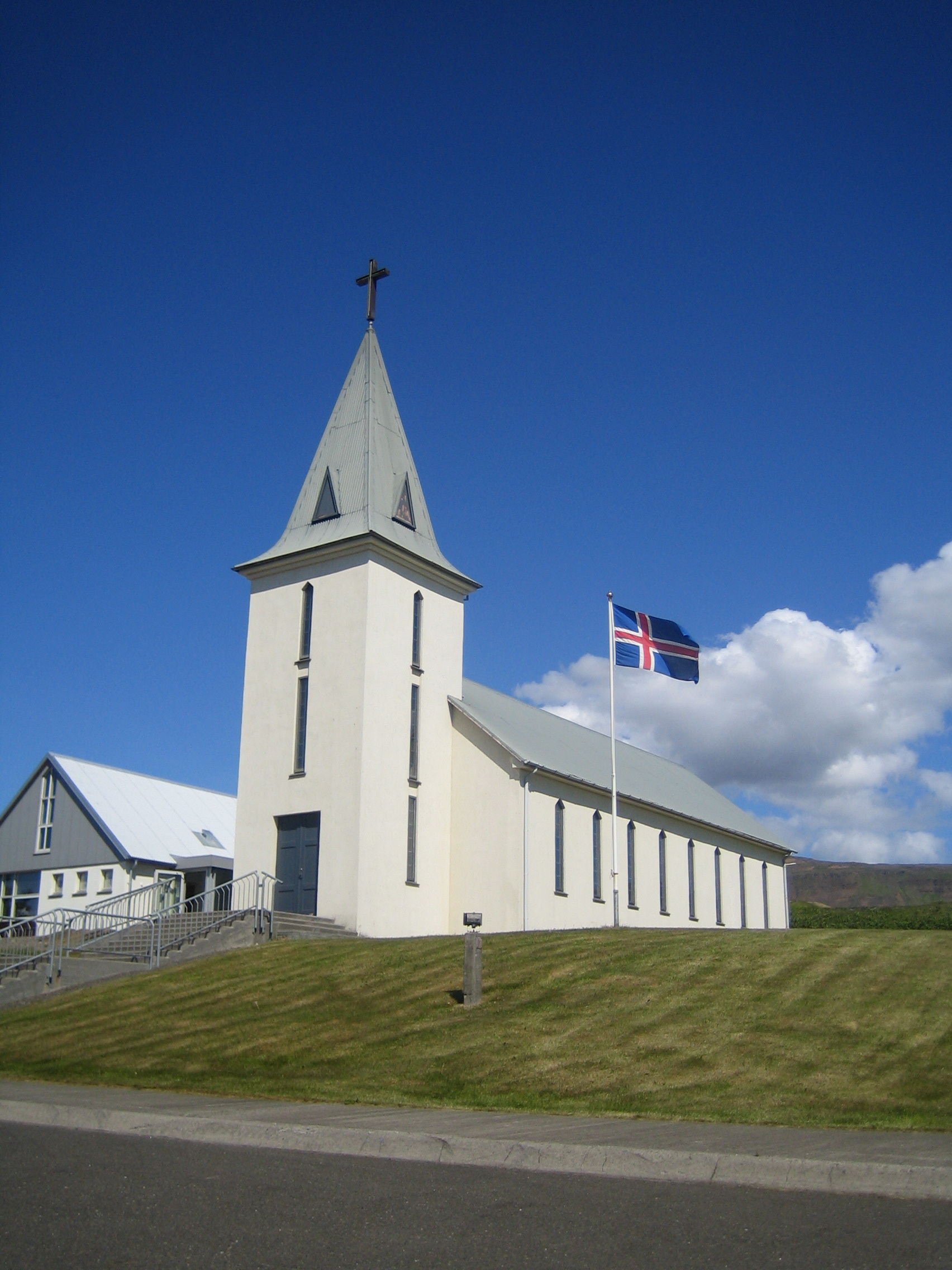
Kirche in Hvammstangi

Hvammstangi ['kʰvamsˌtʰauɲcɪ] (dt. „Muldenlandzunge“) ist der Hauptort der Gemeinde Húnaþing vestra in der Region Norðurland vestra im Nordwesten Islands.
Am 1. Januar 2023 lebten in Hvammstangi 625 Einwohner.

## Geografie
Hvammstangi liegt am Miðfjörður, einem Teil der Húnaflói-Bucht am Südwestende der Halbinsel Vatnsnes. Etwa 25 km nördlich an der Straße 171 liegt die Bucht Hindisvík mit einer großen Robben-Kolonie. An der Küste kann man Vögel beobachten.
Zwischen Hvammstangi und dem nächsten größeren Ort Blönduós liegt der See Hóp, einer der größten im Land. Er hat eine Verbindung zum Meer und seine Fläche schwankt stark im Wechsel der Gezeiten.
Die Entfernung zur Hauptstadt Reykjavík beträgt 197 Kilometer. Hvammstangi liegt etwa 5 Kilometer nördlich der Ringstraße (Hringvegur), von der es über die Landstraße Nr. 72, den Hvammstangavegur, erreichbar ist.

## Geschichte
Die Geschichte des Ortes beginnt mit der Ernennung zu einem offiziellen Handelsplatz im Jahre 1895. Vor allem die reichen Garnelenfanggründe im Húnaflói brachten Hvammstangi einen regen wirtschaftlichen Aufschwung.
1998 wurde durch den Zusammenschluss von sieben Landgemeinden, darunter Hvammstangahreppur, die Gemeinde  Húnaþing vestra gebildet. Hvammstangi verlor dadurch die Eigenständigkeit als Gemeinde.
Wie die Gemeinde ist auch der Ort von der Landflucht betroffen.

## Kultur und Sehenswürdigkeiten
Hvammstangi verfügt über ein Seehundzentrum (Seals and Sagas) in einem denkmalgeschützten Haus und über ein Handelsmuseum (Verslunarminjasafnið) in einem alten Lagerhaus am Hafen.
Die ursprünglich von 1882 stammende, kleine graue Kirche Hvammstangakirkja außerhalb des Ortes auf dem seit 1947 verlassenen Gehöft Kirkjuhvammur á Vatnsnesi, das 1406 urkundlich als Thingstätte erwähnt wurde, untersteht der Verwaltung des Nationalmuseums. Die neue Kirche Hvammstangakirkja wurde am 21. Juli 1957 eingeweiht und verfügt in ihrem Innern über 160 Sitzplätze.
Nordöstlich von Hvammstangi sind in der Nähe des Gehöftes Þingeyrar, dessen Steinkirche 1878 eingeweiht wurde, auf dem 177 m hohen Berg Borgarás die Reste von Borgarvirki, der einzigen Burg Islands, erhalten. Sie wurde in verschiedenen Wikingersagas erwähnt und besteht aus einer Mulde von rund 40 m Durchmesser zwischen hohen Basaltfelsen, in der die Reste von zwei Langhäusern zu sehen sind. Die Anlage wurde 1949–1950 restauriert, doch ist bis heute nicht bekannt, wann genau sie gebaut wurde und wer ihren Bau in Auftrag gab.

## Wirtschaft und Infrastruktur
Im Ort gibt es Einkaufsmöglichkeiten (Supermarkt, Tankstelle, Apotheke), eine Post, ein geothermal beheiztes Schwimmbad, eine Bank, ein Restaurant, ein Krankenhaus und ein Altenheim. Unterkünfte für Touristen bieten ein Hotel, einige Gästehäuser und ein Campingplatz.